# Gülcher

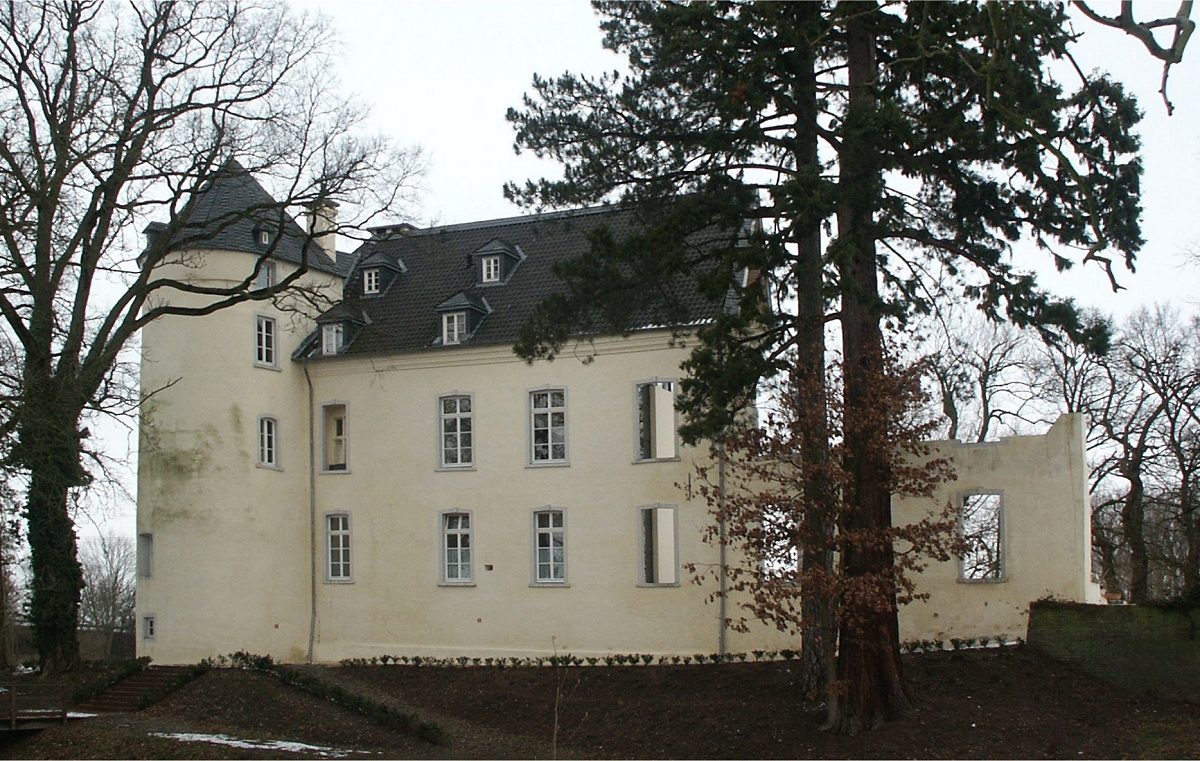
Huis Boetzelaer in Appeldorn

Gülcher is een Nederlands, van oorsprong Duits patriciaatsgeslacht waarvan een lid in 1816 ging behoren tot de Nederlandse adel.

## Geschiedenis
De stamreeks begint met Johan Gülicher die de Gülckershof bij Haan (Rheinland) bezat en vermeld wordt tussen 1599 en 1642. Zijn zoon Conrath Gülckers (†1678) was ook grootgrondbezitter te Haan. Zijn kleinzoon Ds. Conrad Gülcher (1683-1714) werd predikant; ook een zoon en kleinzoon van die laatste werden predikant.
Zijn kleinzoon, Theodor Gülcher (1743-1806), vestigde zich rond 1768 in Amsterdam als bankier en als verbindingsman met de Berlijnse uitgever Friedrich Nicolai (een van de drie leiders van de zogenaamde Berlijnse Verlichting, de Berliner Aufklärung). Hij woonde de laatste jaren van zijn leven in het "Huis met de Kolommen" (Herengracht 502), de huidige ambtswoning van de burgemeester van Amsterdam.
Zijn zoon Theodor jr. (1777-1839) kwam via zijn schoonfamilie Nobel in het bezit van diverse plantages in Suriname waaronder Rust en Werk, Lust tot Rust en Einde Rust.
Een andere zoon van Theodor, Johann Wilhelm Gülcher (1779-1858), heer van Lambalgen en kanunnik ten Dom te Utrecht werd bij KB van 24 november 1816 verheven in de Nederlandse adel. In 1835 werd hij ook verheven in de Pruisische adel met de titel Freiherr, maar aangezien hij ongehuwd was, stierf met hem ook meteen de adellijke tak uit. Nadat hij de heerlijkheid Lambalgen en het daarop gelegen huis van die naam - door hem na de verwerving in 1812 uitgebreid verbouwd en vergroot en toen omgedoopt in 'Beekhorst' - in 1844 had verkocht bewoonde hij sinds 1846 Burcht Boetzelaer in Appeldorn bij Kleef dat tot ver in de 20e eeuw bewoond werd door familieleden van hem, nazaten van zijn jongste broer Carl Fredrik Gülcher (1791-1831). De tijdens de Tweede Wereldoorlog zwaar beschadigde burcht is gerestaureerd en wordt tegenwoordig als hotel geëxploiteerd.
Een van de kleinzoons van Theodor jr. was Jan Cornelis Gülcher (1851-1933). Hij was eerst wethouder en later burgemeester van Hilversum.
Een van diens kleinzoons was Coenraad Theodoor Gülcher (1916-1989), promotor van de Flying Dutchman en de Flying Junior.
De familie werd in 1918 en in 1959 opgenomen in het genealogische naslagwerk Nederland's Patriciaat.
Geslachten die opgenomen zijn in het sinds 1910 verschijnende genealogische naslagwerk Nederland's Patriciaat. Lijst volgens opgave van het CBG Centrum voor familiegeschiedenis.
A · B · C · D · E · F · G · H · I · J · K · L · M · N · O · P · Q · R · S · T · U · V · W · Y · Z